# 공처 2인방
공처 2인방(殺妻二人組: 100 Ways To Murder Your Wife)은 홍콩에서 제작된 종진도 감독의 1986년 코미디, 드라마 영화이다. 주윤발 등이 주연으로 출연하였다.

## 출연

### 주연
- 주윤발
- 왕조현
- 종진도
- 매염방

### 조연
- 왕정
- 진우
- 진안기
- 우마
- 엽지강
- 양진요
- 팽건신
- 여미보
- 세환정